# Curcuma roscoeana
Curcuma roscoeana là một loài thực vật thuộc họ Zingiberaceae.
Các tên gọi bằng tiếng Anh của nó là jewel of Burma (châu báu Miến Điện), orange ginger, orange hidden ginger (gừng da cam, gừng ẩn da cam), pride of Burma (niềm kiêu hãnh Miến Điện), hay Burmese hidden lily (hoa huệ ẩn Miến Điện).

## Phân bố
Loài này có tại Ấn Độ (quần đảo Andaman), Myanmar (Bago, Mon, Tenasserim và Yangon), miền tây và bắc Thái Lan và có thể có ở Bangladesh. C. roscoeana từng được thu thập từ các khu rừng ở Jharkhand và Tây Bengal (Ấn Độ) từ năm 1875 đến năm 1900, nhưng kể từ đó trở đi thì người ta không còn tìm thấy nó ở các khu vực này. Nó mọc ở vùng đất thấp đến các loại rừng trước núi cao, thường xanh, bán thường xanh và lá sớm rụng. Nó phổ biến nhất trong các khu rừng thưa, nhiều cỏ, lá sớm rụng, trong các sinh cảnh ven sông (tiếp giáp với sông và suối), và thường trong các bụi rậm tre trúc, và tại các khu vực đá vôi, ở cao độ từ 50 m tới 800 m. Nó là phổ biến ở quy mô địa phương và mọc ở nền rừng.

## Mô tả
Cây cao 1–3 ft (30–90 cm). Thân rễ nhỏ, ngắn, không củ chân vịt, với nhiều sợi rễ chui xuống, nói chung mỗi sợi rễ kết thúc bằng một củ hình trái xoan nhỏ, ruột màu trắng sữa, có mùi thơm dịu. Thân hình thành từ câc cuống lá có bẹ. Lá 6-8, mọc thành búi lá, cuống lá dài 0,5-1,5 ft (15–45 cm), phiến lá dài 0,5-1,0 ft (15–30 cm), thuôn dài, đáy thuôn tròn, đỉnh nhọn thon dài, có gân, sọc xiên, xanh lục đồng nhất, sẫm hơn dọc theo gân, mặt dưới hơi xanh xám. Cuống cụm hoa ngắn, ẩn giữa các cuống bẹ. Cành hoa bông thóc trung tâm, mọc thẳng, dài 6-9 inch (15–23 cm), đường kính 2-3 inch (5-7,5 cm), gồm một lượng lớn các lá bắc hình trứng ngược-lưỡi bẹ, rất tù, hợp sinh ở bên, gần như có nắp, màu từ da cam-hồng đào tới đỏ-da cam sẫm, trải rộng ở đỉnh, ít tươi và nhiều ánh lục ở đáy. Mỗi lá bắc chứa 2-3 hoa. Lá bắc mào tương tự về kích thước, hình dạng, màu sắc. Hoa dài xấp xỉ bằng lá bắc, ~4-5 inch (10–13 cm), màu vàng tươi-da cam nhưng không quá sẫm, hiếm khi thò ra. Tràng hoa đường kính 0,5 inch (1,3 cm), các phần thuôn dài, gần đều, phiến tràng đường kính 0,5 inch (1,3 cm). Nhị lép thuôn dài. Môi hình tròn, nguyên. Bao phấn thuôn dài-hình nón, rất rộng, mọng, có lông nhung ở lưng và lông rung ở rìa, kết thúc bằng mào lớn nằm ngang, hình trái xoan hay hình tim rộng. Bầu nhụy nhỏ, hình trứng, có lông tơ mịn. Vòi nhụy hình chỉ, có 2 vảy thẳng ở gốc. Đầu nhụy nằm ngang, gần giống hình phễu, có lông tơ, hiếm khi nổi cao hơn mào bao phấn. Quả nang thuôn dài-hình dùi, 3 ngăn, hạt nhiều, áo hạt lớn, trắng bóng, viền cong sâu, gần như không mùi và không vị. Hoa nở vào mùa hè, mùa thu.

## Sử dụng
Loài này được trồng rộng rãi làm cây cảnh do có hoa đẹp. Nó là một trong những loài nghệ phổ biến nhất.
Nó là một trong những loài gừng được khai thác thương mại nhất cho ngành công nghiệp hoa cắt cành ở Thái Lan. Thân rễ được hàng nghìn người bán ở các chợ hoa trên khắp Thái Lan cũng như được gửi ra nước ngoài. Trong khi nhiều loại có nguồn gốc từ gieo trồng trong các vườn ươm thì các quần thể hoang dã cũng bị khai thác.

## Hình ảnh

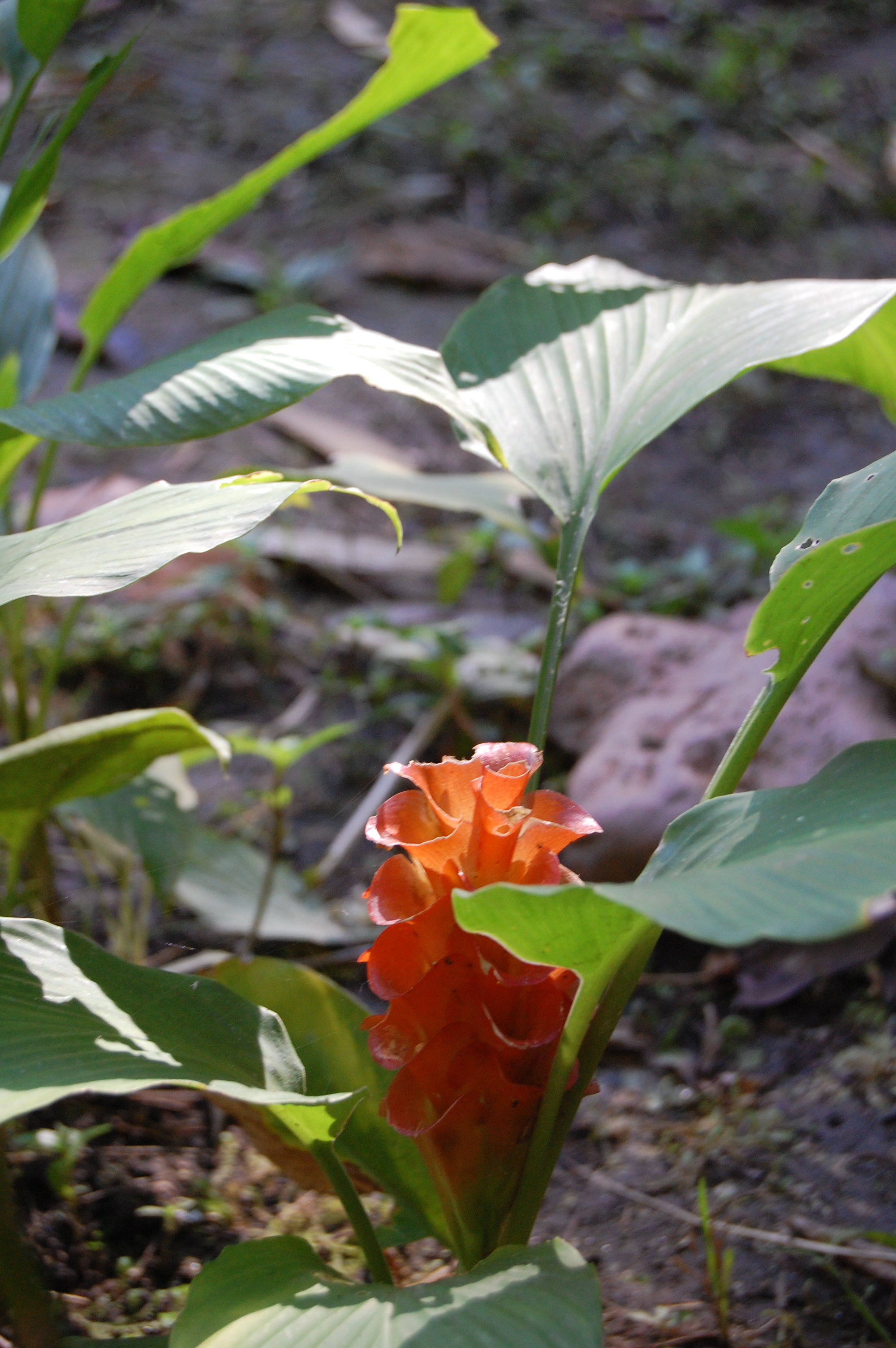
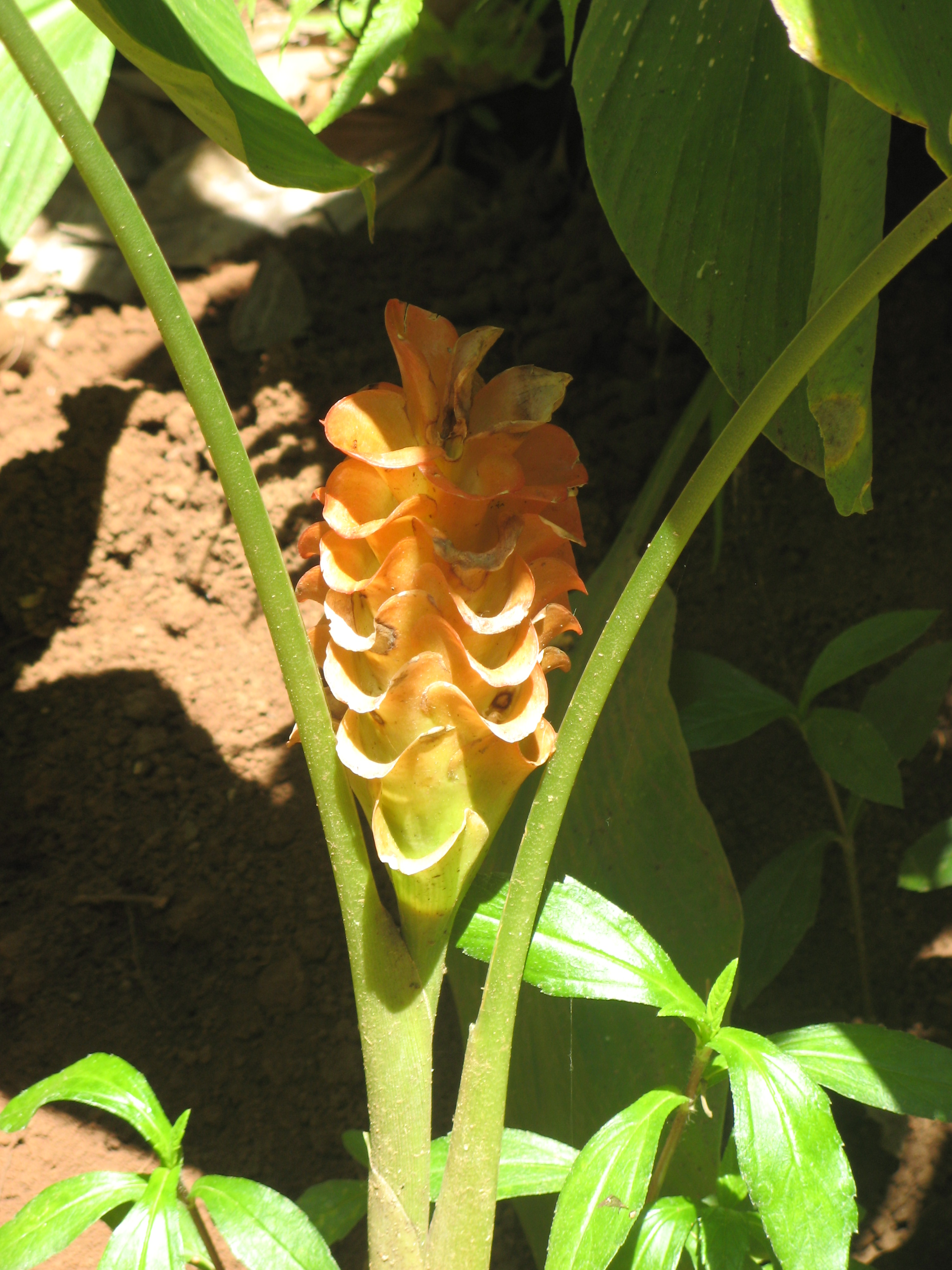
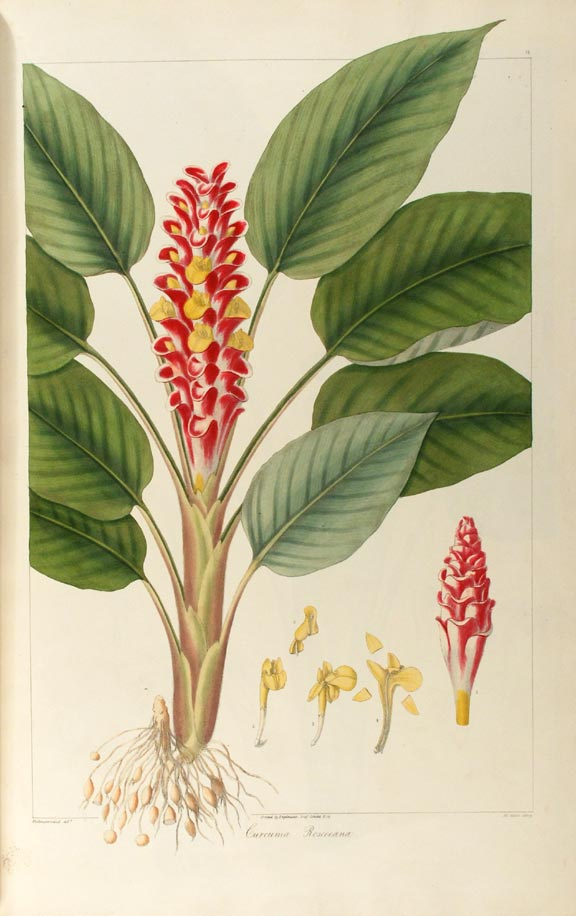
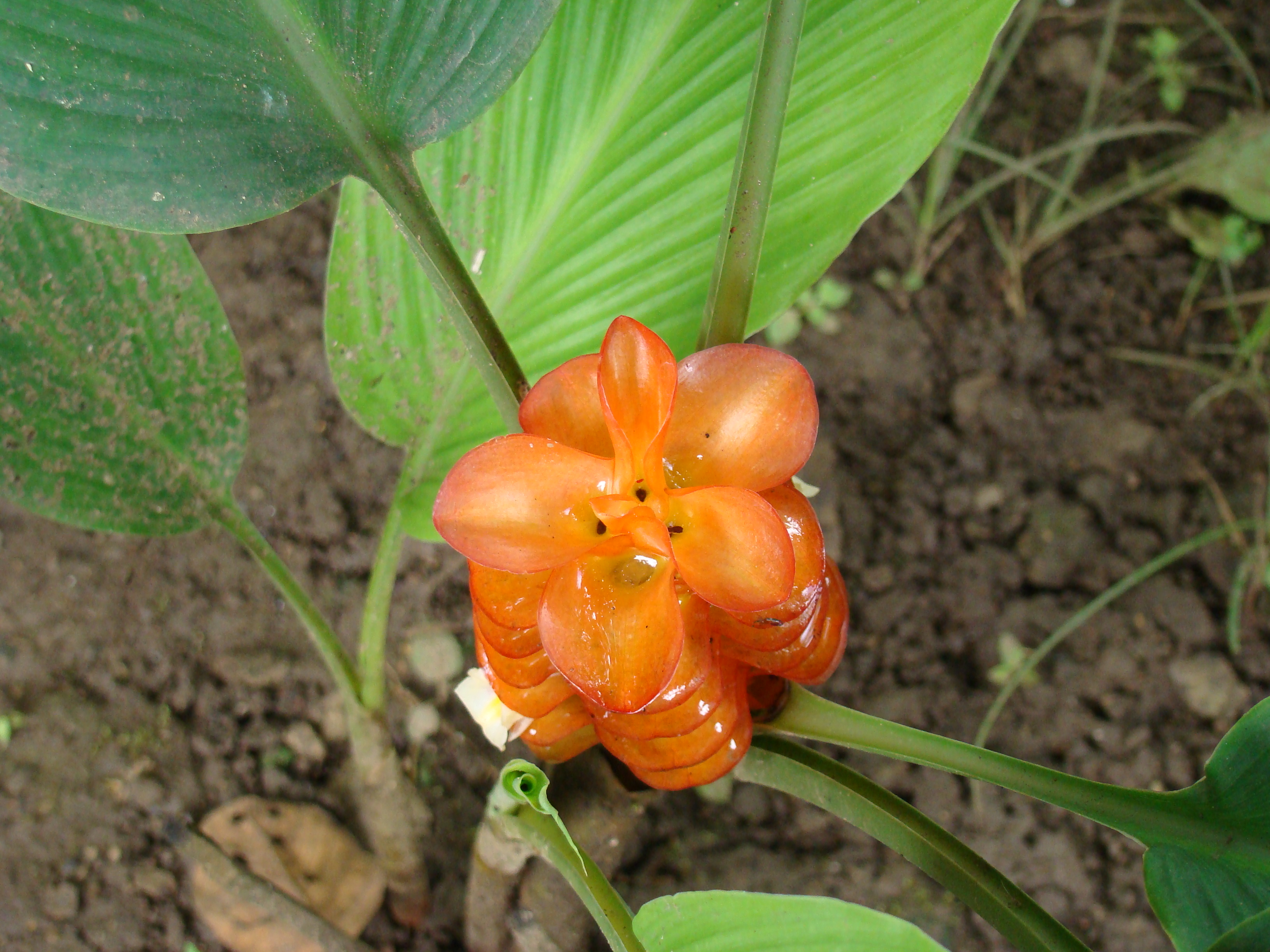
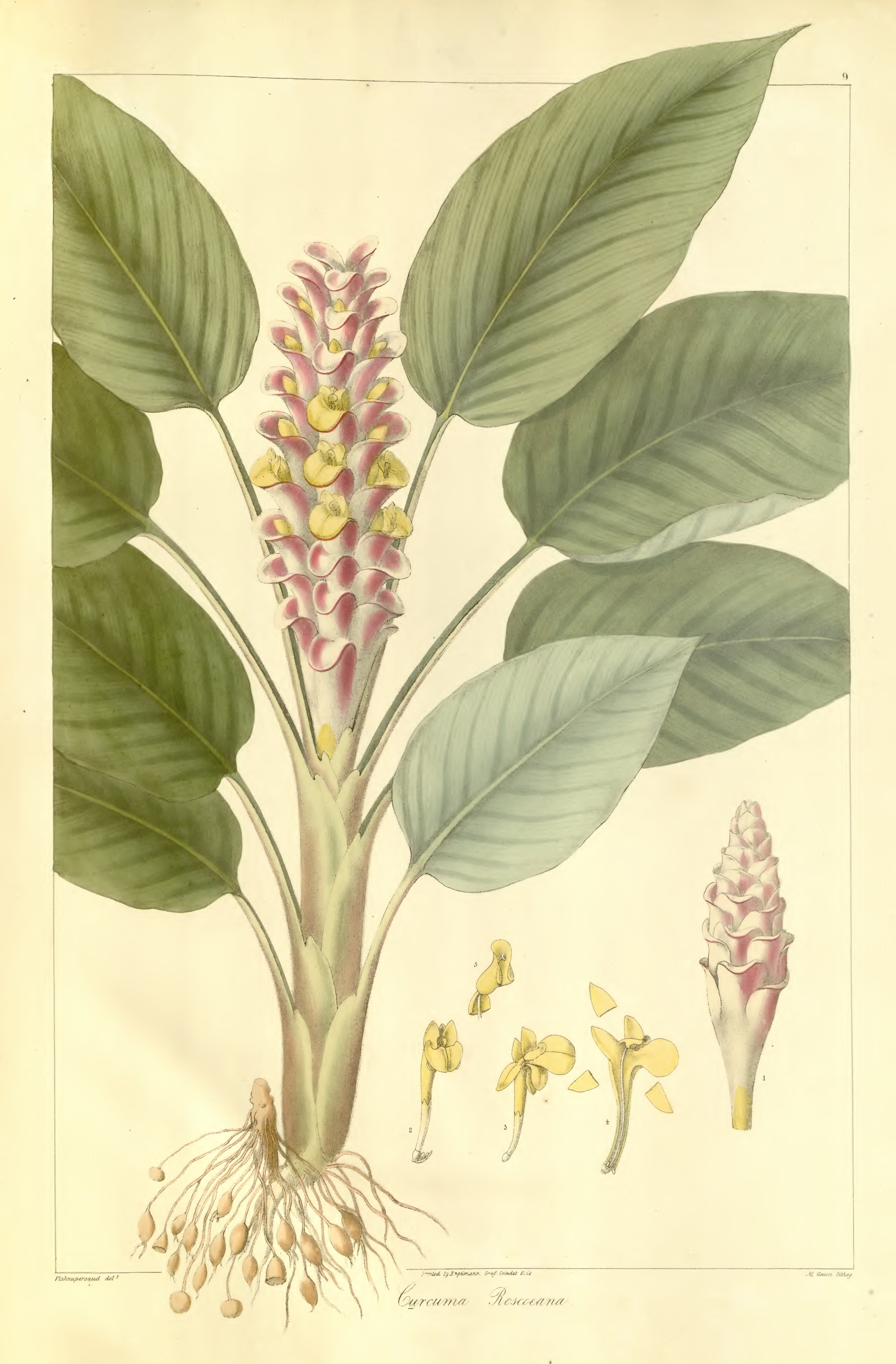
Minh họa từ Plantae Asiaticae Rariores.